# Installatiepremie
Een dakloze in België heeft onder bepaalde omstandigheden recht op een installatiepremie: een geldsom om een woning te kunnen betrekken en in te richten (bv. meubels zoals bed, tafel en stoel etc. en aansluitingen voor gas, water en licht). Echter niet iedereen komt hiervoor in aanmerking. 
Men moet aan de volgende voorwaarden voldoen:
- Beschikking over een woning
- Woning is hoofdverblijfplaats
- Dakloos of kamperend in de periode daarvoor
- Bepaalde vorm van inkomen (uitkering)
- Nog nooit tevoren een installatiepremie hebben ontvangen

Deze premie beoogt mensen aan te moedigen om, indien men dakloos is of op een camping woont, zich in een woning te vestigen; men verkrijgt hierdoor een officiële vaste verblijfplaats.